# Chevaliers Porte-Glaive
Pour les articles homonymes, voir Ordre de l'épée (homonymie).
Vous pouvez aider à l'améliorer ou bien discuter des problèmes sur sa page de discussion.
- Il ne cite pas suffisamment ses sources. Vous pouvez indiquer les passages à sourcer avec {{référence nécessaire}} ou {{Référence souhaitée}}, et inclure les références utiles en les liant aux notes de bas de page. (Marqué depuis mars 2024)
- Certaines informations devraient être mieux reliées aux sources mentionnées dans la bibliographie ou les liens externes. Améliorez sa vérifiabilité en les associant par des références. (Marqué depuis mars 2024)

- Archive Wikiwix
- Bing
- Cairn
- DuckDuckGo
- E. Universalis
- Gallica
- Google
- G. Books
- G. News
- G. Scholar
- Persée
- Qwant
- (zh) Baidu
- (ru) Yandex
- (wd) trouver des œuvres sur Wikidata

La confédération de Livonie en 1260

Les chevaliers Porte-Glaive ou frères de l'Épée (en allemand : Schwertbrüder) ou Frères de l'armée du Christ (en latin : Fratres Militiae Christi), sont un ordre militaire catholique organisé en 1202 à Dünamünde par Albert de Buxhoeveden, évêque de Livonie, dans le but de christianiser les populations baltes dans le cadre des croisades prêchées par Célestin III et Innocent III.
L'ordre est formé de « moines-soldats » originaires du Saint-Empire romain germanique. Sa règle se fonde sur celle de l'ordre du Temple, créé durant les croisades en Terre sainte.
En 1237, à la suite d'une défaite subie face aux Lituaniens, les chevaliers Porte-Glaive deviennent la branche livonienne de l'ordre Teutonique, implanté en Prusse depuis 1230. Leur ordre change alors de dénomination et prend le nom de milice du Christ de Livonie ou ordre de Livonie.
Ses membres portaient une robe de serge blanche avec la chape noire ; deux glaives rouges croisés de noir étaient brodés sur la poitrine, et un autre à l'épaule gauche.

## Histoire

### La création de l'ordre
Pour un article plus général, voir Croisades baltes.
L'évêché de Livonie est créé en 1186. Albert de Buxhoeveden, nommé à sa tête en 1198, transfère son siège à Riga. Les populations du diocèse (Lives, Lettes, Estes, etc.) sont pour la plus grande partie païennes et parfois hostiles aux missionnaires chrétiens.
En 1202, Albert fonde une confrérie de moines-soldats qu'il appelle « ordre des Frères de l'armée du Christ », afin de convertir par la force les populations de ces régions. Le premier grand maître est Wenno.
En 1207, les territoires baltes, dits Terra Mariana, sont organisés par le légat pontifical Guillaume de Modène. Ce dernier institue les évêchés et principautés épiscopales de Riga (érigé en archevêché), de Courlande, de Dorpat et d'Ösel-Wiek. Le reste du territoire balte est attribué à l'ordre des Porte-Glaive. L'archevêque de Riga est placé au sommet de la hiérarchie féodale et ecclésiastique. En 1215, la Terra Mariana devient une dépendance du Saint-Siège.

### La conquête de l'Estonie (1216-1223)
Les chevaliers ont très rapidement tendance à ignorer la suzeraineté de l'archevêque de Riga. L'ordre, déjà maître d'une partie de la Livonie, entreprend en 1216 la conquête de l'Estonie. En 1218, Albert sollicite l'aide du roi de Danemark Valdemar II pour ramener les frères à l’obéissance, mais Valdemar s'entend avec la confrérie et conquiert le nord de l'Estonie (duché d'Estonie).

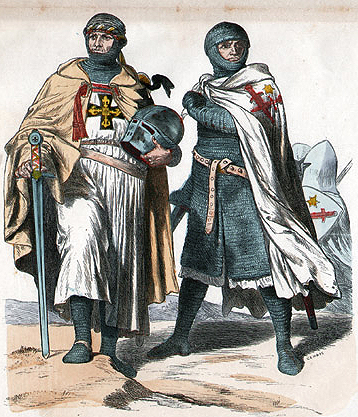
Des Porte-Glaives (illustration du XIXe siècle).

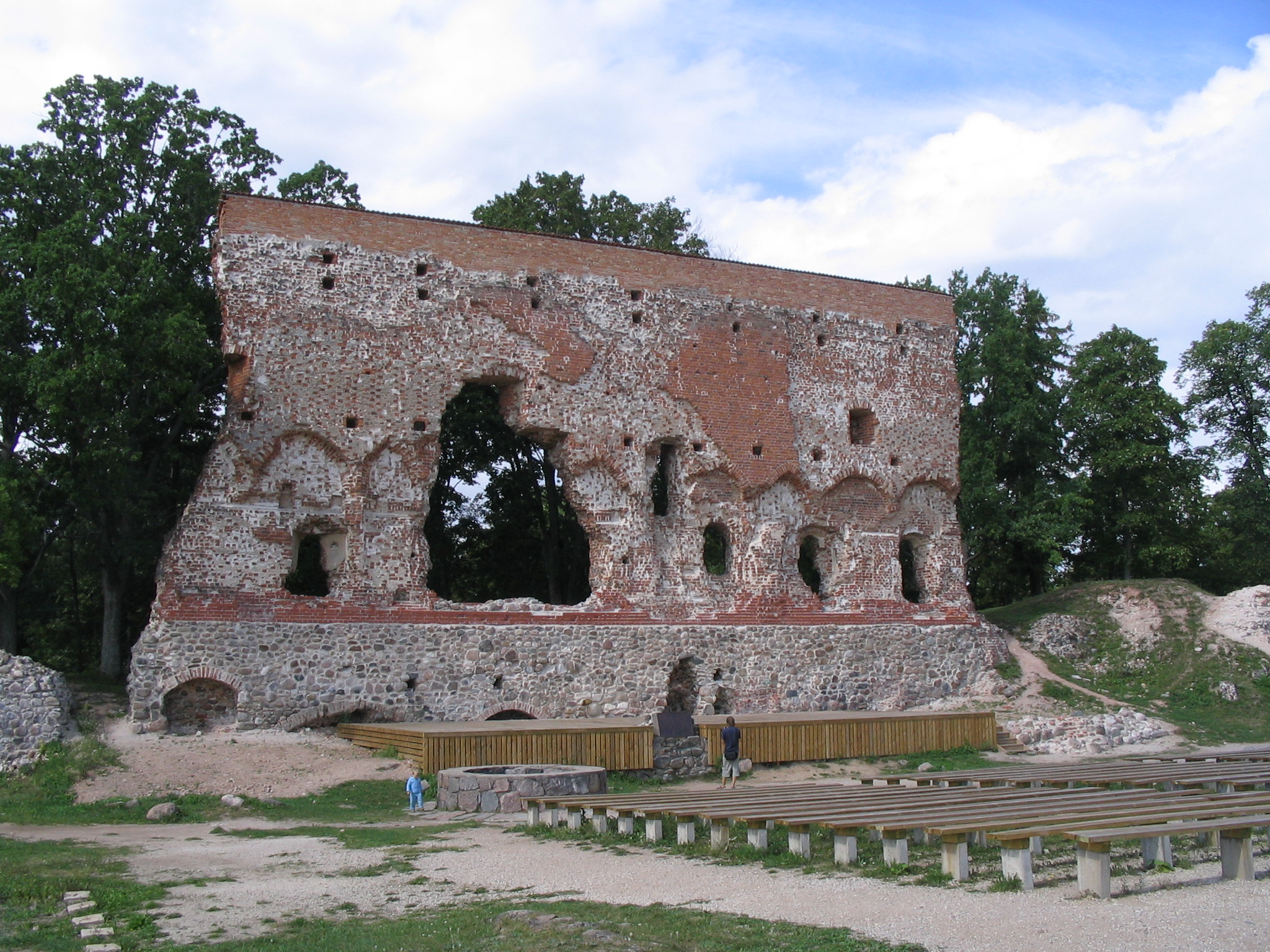
Vestiges du château de Fellin

### Organisation de l'ordre vers 1230
Après la conquête de l'Estonie, le quartier général de la confrérie se trouve à Fellin (Viljandi) en Estonie, où les murs du château du grand maître subsistent encore.
D'autres places fortes sont établies à Wenden (Cēsis), Segewold (Sigulda) et Ascheraden (Aizkraukle).
Les commandeurs de Fellin, de Goldingen (Kuldīga), Marienburg (Alūksne), de Reval (Tallinn), et le bailli de Weissenstein (Paide) formaient un Conseil de cinq membres autour du maître de l'Ordre.

### L'intégration à l'ordre Teutonique (1237)
En 1236, les Frères subissent une défaite sévère face aux Lituaniens et aux Semigalliens à la bataille de Šiauliai en 1236 : ses troupes sont décimées. L'année suivante, la confrérie est incorporée à l'ordre des chevaliers Teutoniques. Ils prennent le nom d'Ordre de Livonie et conservent une certaine autonomie : les possessions des chevaliers au sein de la Confédération livonienne (Terra Mariana) sont transférées à la branche de l'ordre Livonien[réf. nécessaire].
À partir de cette date, ils sont sur tous les points (règle, habillement et activité) une branche de l'ordre Teutonique, avec leur propre maître (Landmeister), sujet du grand maître de l'ordre Teutonique,
Entre 1237 et 1290,ils[Qui ?] conquièrent en totalité la Courlande, la Livonie et la Semigallie. En 1346, l'ordre achète le duché d'Estonie au roi du Danemark Valdemar IV.

### L'ordre de Livonie après la sécularisation de la Prusse (1525)
En 1525, le grand maître teutonique Albert de Brandebourg-Ansbach, converti au luthéranisme, conclut avec le roi de Pologne le traité de Cracovie qui transforme l'Etat teutonique de Prusse en duché héréditaire de Prusse, vassal de la Pologne. Albert procède ensuite à la sécularisation des biens de l'ordre.
L'ordre de Livonie, dirigé par le maître Walter de Plettenberg, maintient son existence et retrouve son indépendance, Plettenberg prenant le titre de grand maître, alors même que dans le Saint Empire, les chevaliers Teutoniques se réorganisent sous la direction de Walter de Cronberg (grand maître à partir de 1527).

### La dissolution de l'ordre au début de la guerre de Livonie (1561)
Au début de la guerre de Livonie (1558-1583), les Russes du tsarat de Moscou (Ivan IV) leur infligent une défaite lors de la bataille d'Ergeme en 1560. L'ordre de Livonie cherche alors une protection auprès du roi de Pologne Sigismond II, déjà intervenu au cours d'une guerre entre l'évêque Guillaume de Riga et les Frères en 1557.
Le grand maître Gotthard Kettler conclut alors avec la Pologne le traité de Wilno (1561) qui fait de lui le duc de Courlande et de Sémigalie, tandis que le reste de la Livonie revient (en théorie, car une bonne partie du territoire est occupée par les Russes ou les Suédois) au grand-duché de Lituanie, qui fera de ce territoire le duché de Livonie (1566).

## Les dignitaires de l'ordre

### Grands maîtres de l'ordre des chevaliers Porte-Glaive
- Wenno de Rohrbach (1204-1209)
- Volkwin (1209-1236)

### Maîtres de Livonie au sein de l'ordre Teutonique (1237-1525)
- Hermann Balk (1237-1238)
- Dietrich von Grüningen (1238-1242)
- Dietrich von Grüningen (1244-1246)
- Andreas von Stierland (1248-1253))
- Anno von Sangershausen (1253-1256))
- Burchard von Hornhausen (1256-1260))
- Werner von Breithausen (1261-1263)
- Konrad von Mandern (1263-1266)
- Otto von Lutterberg (1266-1270)
- Walther von Nortecken (1270-1273)
- Ernst von Rassburg (et) (1273-1279)
- Konrad von Feuchtwangen (1279-1281)
- Wilken von Endorp (1281-1287)
- Konrad von Herzogenstein (1288-1290)
- Halt von Hohembach (?-1293)
- Heinrich von Dinkelaghe (1295-1296)
- Bruno (1296-1298)
- Gottfried von Rogga (1298-1307)
- Conrad von Jocke (1309-1322)
- Johannes Ungenade (1322-1324)
- Reimar Hane (1324-1328)
- Everhard von Monheim (1328-1340)
- Burchard von Dreileben (1340-1345)
- Goswin von Hercke (1345-1359)
- Arnold von Vietinghof (1359-1364)
- Wilhelm von Vrymersheim (1364-1385)
- R. von Eltz (1385-1389)
- Wennemar Hasenkamp von Brüggeneye (1389-1401)
- Konrad von Vietinghof (1401-1413)
- Diderick Tork (1413-1415)
- Siegfried Lander von Spanheim (1415-1424)
- Zisse von Rutenberg (1424-1433)
- Franco Kerskorff (1433-1435)
- Heinrich von Bockenvorde (1435-1437)
- H. Vinke von Overbergen (1438-1450)
- Johann Osthoff von Mengede (1450-1469)
- Johann Wolthus von Herse (1470-1471)
- Bernd von der Borch (1471-1483)
- Johann Fridach von Loringhofe (1483-1494)
- Walter de Plettenberg (1494-1525)

### Grands maîtres de l'ordre de Livonie (1525-1561)
- Walter de Plettenberg (1525-1535)
- Hermann Hasenkamp von Brüggeneye (1535-1549)
- Johann von der Recke (1549-1551)
- Heinrich von Galen (1551-1557)
- Johann Wilhelm von Fürstenberg (1557-1559)
- Godert (Gotthard) Kettler (1559-1561)

## Documents
- Un sceau de l'ordre de Livonie[2]

Le sceau porte l'inscription suivante :
- texte original : S•MAGISTRI•ET FRM•MILICIE CRI•DE•LIVONIA
- texte latin complété : S(igillum) magistri et fr(atru)m milici(a)e C(h)ri(sti) de Livonia
- traduction : « Sceau du maître et des frères de l'armée du Christ de Livonie »